# 仇晓飞
仇晓飞（Qiu Xiaofei，1977年—）中国艺术家。

## 生平
1977年出生于黑龙江哈尔滨。1998年毕业于中央美术学院附中，2002年毕业于中央美术学院油画系。中国新锐油画艺术家，是中国国内N12艺术团体的重要成员。他是第一届艺术与设计大奖赛候选人。艺术实践涉及油画、水彩、三维绘画雕塑及装置等多个领域。他将概念与美学以独特的方式联接到一起。作品很大程度上关心的是被感知的物质材料所扮演的角色；记忆与历史之间的关系；生活经验的主观性质等等。现居北京。